# 達尼亞·伊斯馬伊洛夫
達尼亞·伊斯馬伊洛夫（Daniyar Ismayilov，1992年2月3日—），土庫曼人，代表土耳其參加2012年夏季奧林匹克運動會舉重比賽及2016年夏季奧林匹克運動會舉重比賽，並在2016年夏季奧林匹克運動會舉重比賽69公斤級得到亞軍。